# NGC 1524
NGC 1524 (również NGC 1516A, NGC 1516-1 lub PGC 14515) – galaktyka spiralna z poprzeczką (SABb? pec), znajdująca się w gwiazdozbiorze Erydanu. Tworzy parę z sąsiednią NGC 1525 (NGC 1524 jest wysunięta bardziej na północ). Ta para galaktyk została odkryta przez Williama Herschela 30 stycznia 1786 roku i skatalogowana później przez Dreyera jako NGC 1516, jednak Herschel widział je przez swój teleskop jako pojedynczy obiekt. Dopiero po niemal stu latach, 31 grudnia 1885 roku, Ormond Stone odkrył, że są to dwie galaktyki.
W galaktyce tej zaobserwowano supernową SN 2014dm.